# Bataille d'Aden (7-10 août 2019)
Pour les articles homonymes, voir bataille d'Aden.
Guerre civile yéménite
Batailles
- Bataille d'Amran
- 1re Bataille de Sanaa
- Bataille de l'aéroport d'Aden
- 1re Bataille d'Aden
- Bataille de Taëz
- 1re Bataille de Moukalla
- 2e Bataille de Moukalla
- 2e Bataille de Sanaa
- 2e Bataille d'Aden
- Bataille d'al-Hodeïda
- Prise de Socotra
- 3e Bataille d'Aden
- 4e Bataille d'Aden
- Offensive de Najran
- Attaque d'Abqaïq et de Khurais
- Offensive d'Al Bayda
- Offensive d'Al Jawf
- Bataille de Marib

La bataille d'Aden se déroule du 7 au 10 août 2019 lors de la guerre civile yéménite. Elle s'achève par la prise de la ville d'Aden par les séparatistes du Conseil de transition du Sud.

## Contexte
Depuis la prise en 2014 par les Houthis de la capitale yéménite, Sanaa, le gouvernement yéménite dirigé par Abdrabbo Mansour Hadi a établi une capitale « provisoire » à Aden,. Cependant son contrôle est partagé entre l'armée gouvernementale yéménite et les milices séparatistes du Conseil de transition du Sud (CTS). Aden a notamment été jusqu'en 1990, la capitale du Yémen du Sud. Au cours du conflit, les tensions entre les deux forces s'exacerbent, malgré leur alliance contre les Houthis. En janvier 2018, Aden est déchirée par une première bataille entre gouvernementaux et séparatistes sudistes, qui n'est interrompue que par une intervention concertée de l'Arabie saoudite et des Émirats arabes unis.
Le 1er août 2019, les troupes du Cordon de sécurité, une force du CTS formée par les Émirats arabes unis, sont la cible de deux attaques à Aden. L'une est menée dans le quartier central de Cheikh Othman, où une voiture piégée explose à l'entrée d'un QG des forces de l’ordre. L'autre a lieu à la caserne d'al-Jalaa, à la périphérie ouest d'Aden, où une parade militaire est frappée par un missile et un drone. La seconde attaque est revendiquée par les Houthis. Au total, elles font au moins 49 morts et 48 blessés, dont un haut gradé de la police, le général Mounir al-Yafyi.

## Déroulement
Le 7 août 2019, des accrochages éclatent à Aden, près du palais présidentiel al-Maachiq, à Crater, dans le centre de la ville, après les funérailles de policiers tués dans les attaques du 1er août,. Deux membres du Cordon de sécurité sont tués. Les circonstances du déclenchement des hostilités apparaissent alors confuses. Plusieurs membres du Conseil de transition du Sud accusent le parti islamiste frériste Al-Islah d'avoir tué un commandant du Cordon de sécurité, de complicité avec les Houthis dans l'attaque du 1er août et plus généralement d'avoir « infiltré » le gouvernement « corrompu » de Hadi.
Le 8 août, de nouveaux affrontements font au moins neuf morts, dont cinq combattants pro-gouvernementaux, quatre membres du Cordon de sécurité et trois civils.
Le 10 août, les séparatistes sudistes progressent rapidement : ils prennent trois casernes et repoussent les soldats gouvernementaux vers le palais présidentiel, qui est pris à son tour sans combat vers la fin de la journée,,,. La prise du palais est surtout symbolique, car le président yéménite Abdrabbo Mansour Hadi réside en Arabie saoudite,. Cependant la ville d'Aden est alors entièrement sous le contrôle des séparatistes. 
Le même jour, Mohammed al-Hadhrami, vice-ministre des Affaires étrangères du gouvernement Hadi, déclare : « Ce qui se passe dans la capitale provisoire d'Aden est un coup d'Etat contre les institutions du gouvernement légitime ». Il accuse également les Émirats arabes unis : « La République du Yémen tient le Conseil de transition du sud et les Émirats arabes unis responsables du coup d'État contre le gouvernement légitime à Aden ». Il demande aux Émirats de « retirer immédiatement et totalement leur soutien militaire à ces groupes rebelles contre l'État ». Les Émirats arabes unis se déclarent pour leur part « très inquiet » et affirment « mettre en œuvre tous les efforts possibles pour calmer la situation et aboutir à une désescalade, [...] en tant que partenaire actif de la coalition »,. Il ajoute que « l'important, c'est d'intensifier les efforts de toutes les parties sur le front principal », celui contre les Houthis. La coalition menée par l'Arabie saoudite appelle à un cessez-le-feu « immédiat » à Aden et à une « réunion d'urgence » des parties en conflit dans cette ville : « La coalition appelle à un cessez-le-feu immédiat dans la capitale provisoire yéménite [Aden, NDLR] [...] et affirme qu'elle utilisera la force militaire contre quiconque le violerait ». Le ministère saoudien des Affaires étrangères déclare également : « Le Royaume [d'Arabie saoudite] invite le gouvernement du Yémen et toutes les parties au conflit à Aden à une réunion d'urgence [...] en Arabie saoudite pour discuter de leurs différends, pour laisser une chance à la sagesse et au dialogue, pour renoncer aux divisions, pour mettre fin au conflit et pour s'unir ». Le matin du 11 août, le Conseil de transition du sud (CTS), déclare dans un communiqué « s'engager pleinement dans le cessez-le-feu » et « se félicite de l'invitation des frères d'Arabie saoudite à dialoguer et assure y être disposé »,.
Cependant le 11 août, la coalition menée par l'Arabie saoudite mène une frappe aérienne pour contraindre les séparatistes à se retirer d'une position conquise la veille,. La coalition appelle alors le Conseil de transition du Sud à « se retirer complètement des positions prises par la force » sous peine de nouvelles frappes. Elle avertit : « Ceci a été la première opération et elle sera suivie d'une autre si cette déclaration de la coalition n'est pas respectée ».
La coalition contre les Houthis semble alors fragilisée,,,,. Le gouvernement yéménite d'Abdrabbo Mansour Hadi reste soutenu par l'Arabie saoudite, mais il accuse les Émirats arabes unis de soutenir les séparatistes du Conseil de transition du Sud. L'Arabie saoudite soutient aussi fermement l'unité du pays. L'International Crisis Group (ICG) affirme alors redouter « une guerre civile dans la guerre civile ».

## Suites
Cependant la situation semble se calmer après le 11 août. Aucun combat n'est signalé dans les 24 heures qui suivent.
Le soir du 11 août, Aïdarous al-Zoubaïdi, le président du Conseil de transition du Sud, prononce un discours télévisé, dans lequel il se montre conciliant. Il affirme que les violences ont été « provoquées » par les forces gouvernementales qui voulait « mettre en œuvre un plan basé sur l'assassinat de nos leaders ». Cependant il se déclare « prêt » à « travailler de manière responsable » avec les autorités saoudiennes pour « gérer cette crise ». Il renouvelle « l'engagement » des séparatistes à maintenir le cessez-le-feu annoncé la veille et indique que le CTS est prêt à « assister à la réunion demandée par le royaume d'Arabie saoudite, et cela dans un esprit de totale ouverture ».
Le 12 août, Mohammed ben Zayed Al Nahyane, prince héritier et ministre de la Défense des Émirats arabes unis, se rend en Arabie saoudite, à La Mecque, où il rencontre le roi Salmane et le prince héritier Mohammed ben Salmane,. Il soutient alors l'appel de Riyad à une réunion d'urgence et appelle au dialogue,.
Le 14 août, le gouvernement d'Abdrabbo Mansour Hadi déclare cependant qu'il exige que les séparatistes se retirent des positions conquises les jours précédents avant d'engager tout dialogue politique avec le CTS.
Le 15 août, des dizaines de milliers de manifestants sortent dans les rues en soutien aux séparatistes. Une déclaration adoptée à l'occasion de cette manifestation proclame : « Nous appelons la communauté internationale et la coalition arabe dirigée par l'Arabie saoudite et les Emirats arabes unis à respecter le peuple du Sud en tant que partenaire crucial face à la vague perse dans la région et dans la lutte contre le terrorisme pour parvenir à une stabilité régionale et globale ». Le même jour, une délégation militaire saoudo-émiratie arrive à Aden.
Le 16 août, après avoir accepté l'invitation au dialogue et remercié l'Arabie saoudite pour ses « efforts pour contenir la crise », le CTS retire ses troupes du palais présidentiel, mais celles-ci conservent le contrôle des camps militaires qu'ils ont capturé.
Le 17 août, les séparatistes se retirent des sièges du gouvernement, du Conseil suprême de la justice et de la banque centrale, ainsi que de l'hôpital de la ville, au profit des forces saoudiennes et émiraties. La remise du siège du ministère de l’intérieur et de la raffinerie d’Aden est également prévue. Les séparatistes conservent cependant toujours les positions militaires conquises,.

## Pertes
Le 11 août, l'AFP indique que les combats à Aden ont fait au moins 18 morts, combattants et civils, selon des médecins et des sources de sécurité. 
Le 11 août, le Bureau de la coordination des affaires humanitaires annonce que les combats ont fait au moins 40 morts et 260 blessés, tant combattants que civils.
Médecins sans frontières (MSF) affirme pour sa part avoir apporté des soins à 119 blessés dans un de ses hôpitaux à Aden.

## Conséquences
Selon Franck Mermier, directeur de recherche au CNRS : « Les événements de ces derniers jours ont montré que les séparatistes gouvernent cette partie du Yémen du Sud, et, à l’inverse, ont affiché la faiblesse de Hadi, qui est originaire du Sud mais de la région d’Abyan, plus à l’est. Il est évident qu’Abou Dhabi a donné son feu vert. Sans leurs parrains régionaux, les deux camps ne peuvent pas grand-chose ».
Pour François Burgat, de l'Institut de recherches et d’études sur le monde arabe et musulman : « Il y a une vraie différence, sur le long terme, entre les buts de guerre saoudiens et émiratis. [...] Les Saoudiens veulent sécuriser leur frontière méridionale, tandis que les Emiratis, eux, sont dans une logique impérialiste depuis le début : ils ont toujours eu un intérêt pour le Yémen, avec qui ils ont des liens familiaux, commerciaux, etc. [...] Les Emirats arabes unis poussent le pion du séparatisme. Ils reconnaissent désormais qu’ils n’arriveront pas à avancer au Nord, et ils préfèrent l’idée d’un Sud autonome sur lequel ils auraient un grand ascendant ».

## Vidéographie
- [vidéo] Les séparatistes prennent le contrôle du palais présidentiel à Aden, la coalition réplique, France 24, 10 août 2019.